# Galsuinda

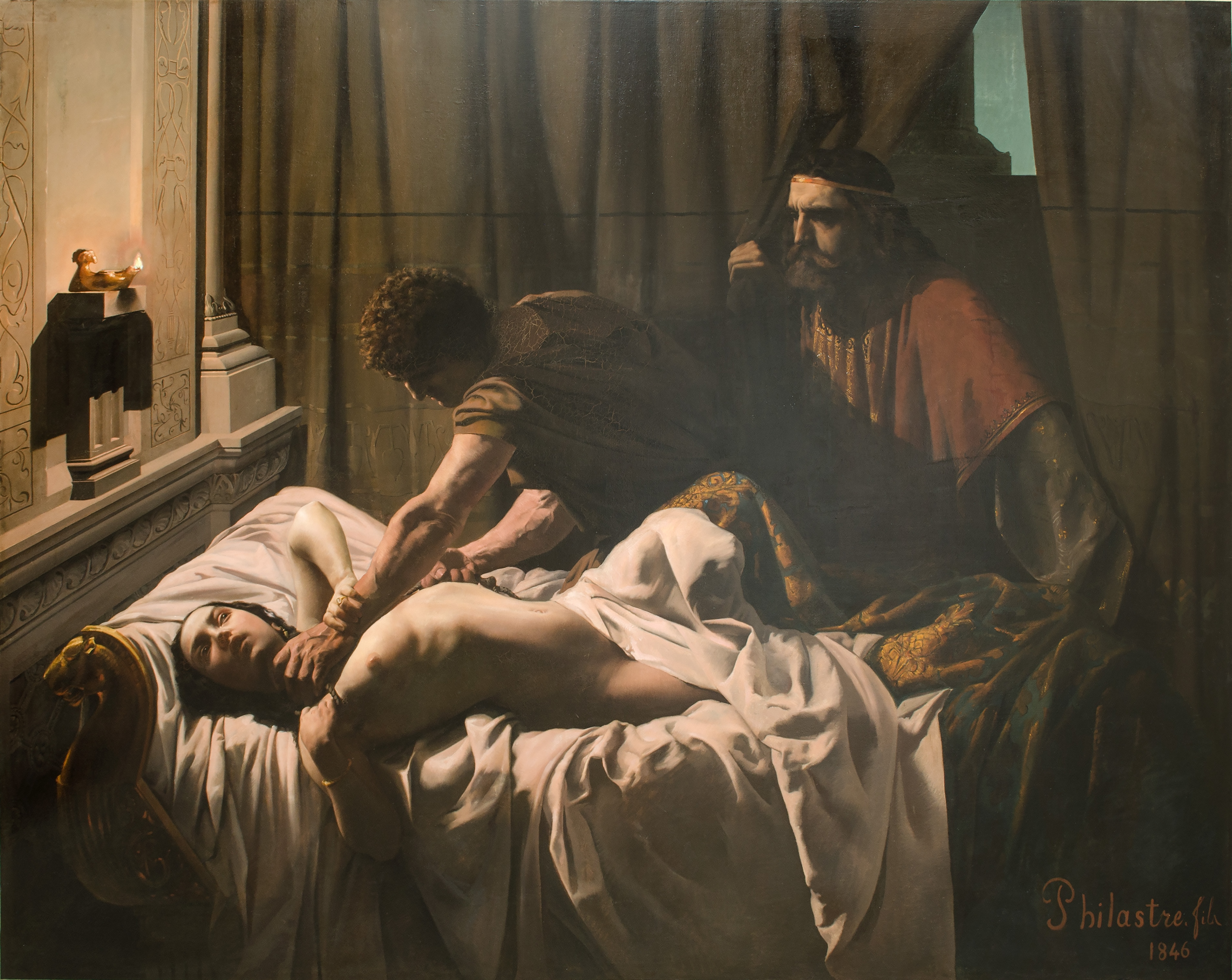
Assassinat de la reina Galswinta (Museu municipal de Soissons)

Galswinta o Galsuinda (apareix en llatí com Galsuintha, Gailesuinda i Gelesuinta; Toledo 540-Soissons 567) fou una princesa visigoda i reina de Nèustria. Era filla del rei visigot Atanagild i va ser promesa al rei franc de Nèustria, Khilperic I, mentre la seva germana Brunequilda ho feia amb el rei d'Austràsia, Sigebert I. El rei Khilperic ja estava casat amb Audovera, amb qui havia tingut uns sis fills, però va aconseguir anul·lar el seu matrimoni per casar-se amb Galswinta; tanmateix, no va abandonar la seva amant, Fredegunda.
El matrimoni va fracassar ràpidament a causa de l'actitud de Khilperic I, que es va negar a abandonar la seva vida dissipada.
Galswinta va voler llavors tornar a la cort visigoda, però aquell mateix any va morir el seu pare Atanagild, debilitant-se així la seva posició política, la qual cosa va derivar en el seu assassinat l'any 567, atribuït a Fredegunda. Galswinta va morir estrangulada al llit reial. Un temps més tard Khilperic I va contreure matrimoni amb Fredegunda.
L'assassinat de la seva germana va provocar a Brunequilda una profunda rancúnia cap a Khilperic i Fredegunda, i va forçar el seu marit Sigebert I a enfrontar-s'hi. Primer va exigir a Khilperic I la devolució del dot que havia aportat Galswinta, però el rei de Neustria s'hi va negar; posteriorment entrarien en guerra, situació que es va mantenir fins a la mort de Brunequilda, ja octogenària.